# 卓悅控股

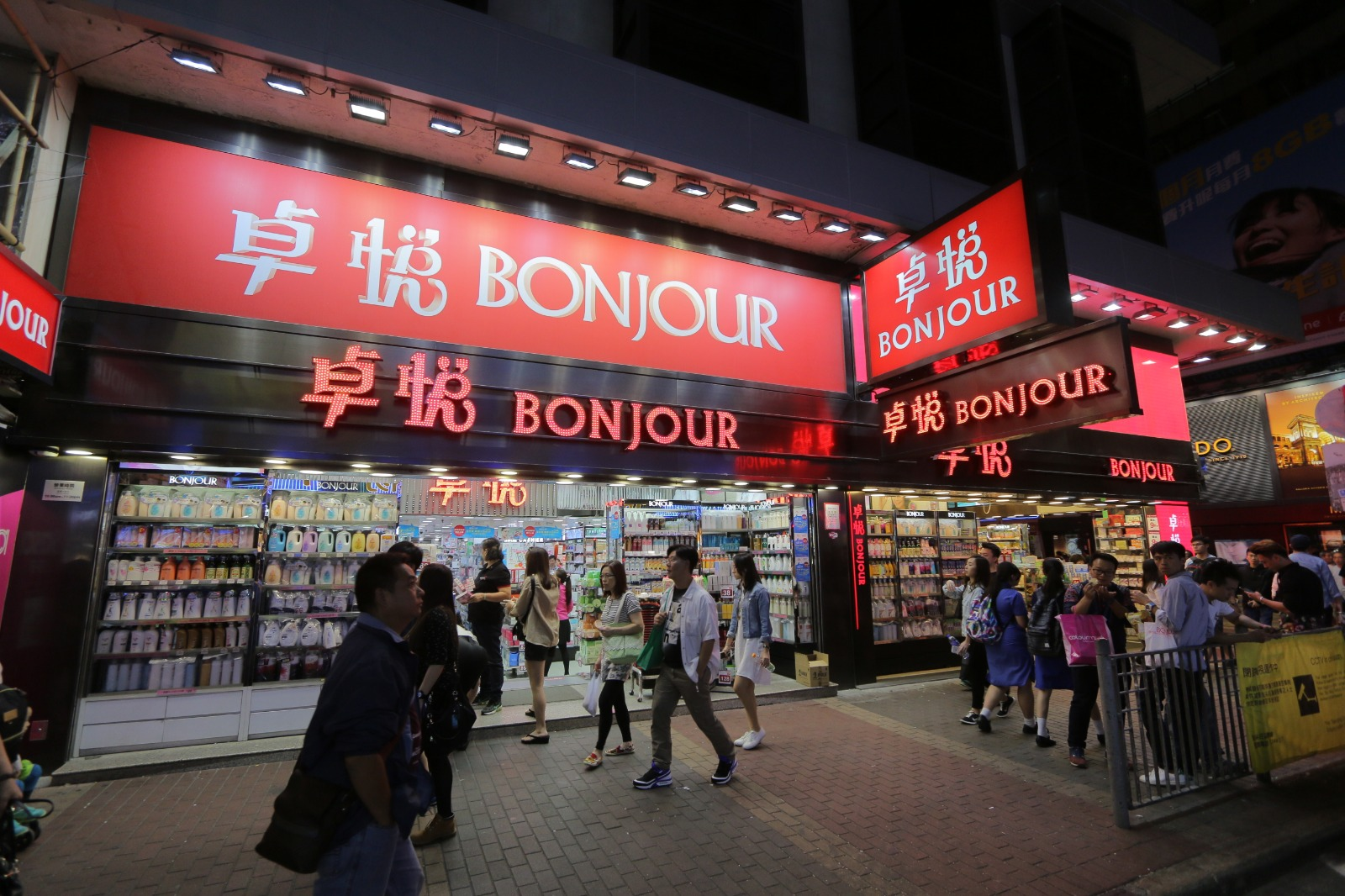
旺角西洋菜南街13-19號好望角大廈17號鋪

卓悅控股有限公司（港交所：0653）在香港聯合交易所（港交所）主板上市的綜合企業公司，於1991年由葉俊亨及其妻子鍾佩雲創立。上市日期為2003年7月16日，在2020年1月24日上午遭停牌。公司在開曼群島註冊。
2020年5月26日，陳健文將獲委任為董事會主席；尹熖強將獲委任為董事會副主席。其他董事局成員包括：趙麗娟（執行董事兼首席財務官）、郭志成（獨立非執行董事)、李冠群（獨立非執行董事）及甄灼寧（獨立非執行董事）；黃耀明則為行政總裁兼公司秘書。
卓悅於2020年開始轉型，積極推動「科技+消費」的新業務模式，領航 5G 數字化新經濟，從傳統美妝產業零售商升級為全球化電子商務企業，致力為消費者提供國際化產品和專業服務，並為香港中小企商戶提供最優質的電子商務服務。。
卓悅現於香港及澳門共設有9間線下零售店，並致力推動零售業態創新。卓悅香港貓（「 HKMALL 」）香港購物平台觸達 34 個國家，共銷售往 44 個中國內地及海外渠道平台，包括天貓國際、考拉、京東、Facebook、YouTube、Instagram、海淘網及微信商城等平台。卓悅亦自設 KOL 直播間，培育 200 名銷售人員直播銷售，現時在 Facebook、YouTube、Instagram、Bonjour Global、卓悅全球購、卓悅海淘、天貓、考拉及京東共 9 個直播平台帶貨。
卓悅控股旗下合豐隆有限公司（前稱卓悅化粧品批發中心有限公司）為其附屬公司。

## 公司理念

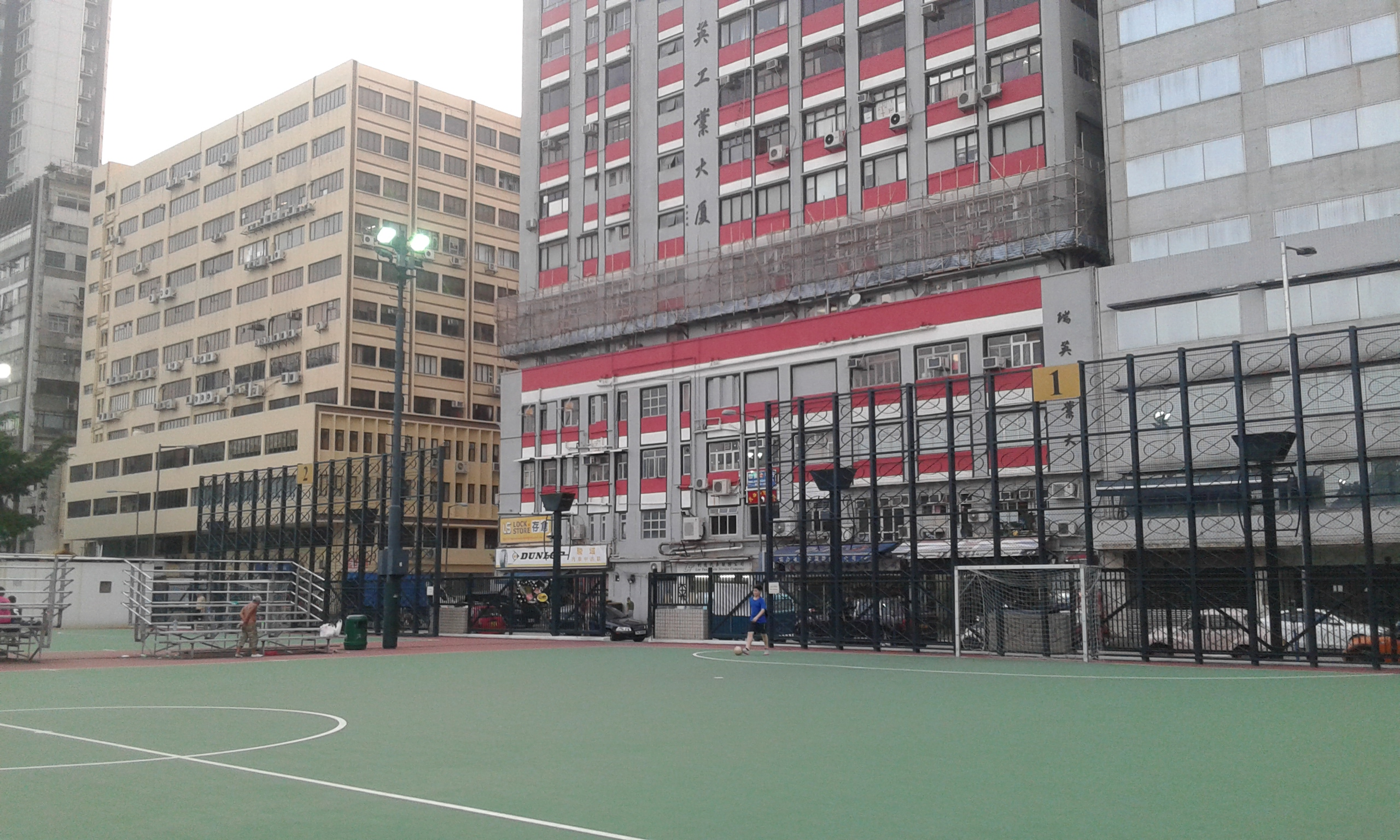
土瓜灣旭日街的卓悅集團中心（最右建築）

卓悅控股有限公司的業務建基於「Beauty, Health & Beautiful Life」的全新概念，供應獨家代理國際品牌及自家品牌貨品，包括護膚品、化粧品、香水、保健食品、身體及頭髮護理產品等，為香港領先化粧品連鎖店之一。卓悅控股的國際注册名字是 Bonjour Holdings Limited，「Bonjour」是法語「你好」的意思。

## 公司歷史
1991年，卓悅控股首間店鋪開業於佐敦，其後搬遷到花園街；1996年率先引入日本化妝品及護膚品，引起搶購熱潮；1997年於弼街開設第2間店舖。2000年，公司於銅鑼灣金百利開設分舖，將業務擴展至美容纖體業務，並在2002年於快富街開設分店；2003年在沙士肆虐的低迷期間上市（上市編號：0653），股份仍獲17倍超額認購，嘗試利用低租金環境，增加擴展速度，由每年開2至3間分店增至半年開5間。 
2004年，卓悅控股於土瓜灣設立基地「卓悅集團中心」，2005年設立網頁 www.bonjourhk.com 提供網上購物服務；2008年曾在四川汶川大地震後，為災民舉行慈善義賣，義賣貨品短短3小時已全線售罄。是次賑災活動，集團合共捐了100萬予香港紅十字會；2009年成立卓悅愛心團，發展社會公益事業。2010年，集團冠名贊助大型慈善籌款節目「慈善星輝仁濟夜」，亦贊助現場節目環節「盛意拳拳為仁濟」，共捐出港幣$1,318,000予仁濟醫院，隨後獲得2009/2010年度「商界展關懷」計劃嘉許狀，以公開嘉許集團實踐企業社會責任及對關懷社會的貢獻；更入選《福布斯》雜誌「亞洲區最佳中小上市企業」選舉，與領先的在線旅行服務公司攜程旅行網聯手推出折扣優惠卡「攜程卓悅貴賓卡」，以及在廣州天河區開設首間內地門市，進入內地市場。
2013年，卓悅控股獲得 Mediazone Group 頒發「2013年香港最有價值企業服務獎」，並舉辦為期兩周的「卓悅感謝日」，全港40間卓悅門市首天推出優惠 — 主銷產品 Dr. Bauer 神級射頻童顏機，吸引過百人於卓悅廣東道新店門外通宵待購。2014年，集團門市開始接受「支付寶錢包」的「當面付」條碼付款，讓中國內地遊客在港消費變得更爲方便快捷；購入位於荃灣大河道店舖，為集團首間購入自用之店舖，亦以港幣4.9億購入位於荃灣物業為新寫字樓，總面積223,804平方呎，為集團達致更佳的中央管理及物流。同年7月在全線港澳分店展開了為期兩星期的「卓悅感謝日」，繼而發起「你行善我捐款」活動以響應關注肌萎縮性脊髓側索硬化症的「冰桶挑戰」籌款活動，以及獲《香港股票分析師協會》頒發之「香港上市公司大獎」，以表揚集團的傑出表現。
2015年，卓悅控股代表於《DSA傑出推銷員獎頒獎典禮》獲頒「傑出推銷員獎」，又於5月和11月分別參加由優質旅遊服務協會舉辨之「開心·著數大行動」，透過推出換取優惠券活動令大眾滿載而歸，將寫字樓總部由土瓜灣喬遷往荃灣，更大的樓宇面積及耐套設備，讓集團的中央管理及物流管理更趨優化。同年在支付寶「雙12」活動中獲評為「最受歡迎商戶」，與韓國樂天集團及泰國王權免稅店一同躋身最高交易額商戶三甲，也獲《香港品牌發展局》頒發之「香港服務名牌十年成就獎」。2016年，集團跟支付寶合作，於尖沙咀廣東道分店展開快閃搶購，該店單日突破百萬銷售額。而為迎合智能服務之大趨勢，推出「卓悅VIP積分卡」電子會員計劃，取代傳統實體卡，給顧客帶來全新消費體驗。同年5月在荃灣的新總部啟用，隨後獲《香港化粧品同業協會》的「榮譽大獎」，以表揚集團在推動僱員學習及培訓皆有卓越的貢獻。
2017年，卓悅控股獲得「亞洲零售博覽2017年度零售卓越大獎」，以表揚集團對香港零售業的貢獻；更於「天貓雙11全球狂歡節」刷新紀錄，首一小時交易額已打破去年全天交易額紀錄；成為螞蟻金服推出的支付寶HK的首批合作商戶，順應消費者的消費模式，優化消費體驗和提升營運效率。2018年獲香港商業專業評審中心及環境局頒發「2018商評卓越商業大獎」、金獎，表揚貢獻香港零售業多年，推動環保節能如參與「戶外燈光約章」。2019年，受社會運動及2019冠状病毒病疫情等影響，集團虧損1.29億元，2018年則虧損3,961.3萬元。2020年2月，身兼內蒙政協委員的卓悅副主席陳健文以1.58億港元收購卓悅44.4%股權，總持股量達59.9%，成為最大股東，並獲委任為公司主席。

## 清盤
2022年9月13日，媒體報道集團創辦人葉俊亨、其妻子及兒子被一間公司入稟高等法院申請破產，案件排期至同年11月8日在高院提訊。 2023年1月9日，始創人葉俊亨今缺席聆訊下，法院正式頒令葉俊亨破產，並正式就附屬合豐隆有限公司（前稱卓悅化粧品批發中心有限公司）頒下清盤令。據指始創人欠款逾2,000萬港元。

## 獨家代理產品
集團擁有超過100個獨家代理國際品牌。集團旗下的獨家代理及自家品牌包括：Suisse Reborn （页面存档备份，存于）、YUMÉI、Dr. Schafter、Dr.Bauer、Medi Angel、Franck Olivier、Gisele Delorme、Rote Fabrik、Qiriness、WOWWOW等。

## 本地及國際性獎項
卓悅控股有限公司為香港領導地位的化妝品零售及美容服務集團之一，多年來的努力獲得香港市民及海外遊客的認同。
| 獎項                                             | 頒發機構                 | 年份           |
| ------------------------------------------------ | ------------------------ | -------------- |
| 「戶外燈光約章」金獎                             | 環境局                   | 2018年         |
| 商評卓越商業大獎                                 | 香港商業專業評審中心     | 2018年         |
| 零售卓越大獎                                     | 亞洲零售博覽             | 2017年         |
| 榮譽大獎                                         | 香港化粧品同業協會       | 2016年         |
| 香港服務名牌十年成就獎                           | 香港品牌發展局           | 2015年         |
| DSA 傑出推銷員獎                                 | 香港管理專業協會         | 2015年         |
| 香港上市公司大獎                                 | 香港股票分析師協會       | 2014年         |
| 2013年香港最有價值企業服務獎                     | Mediazone                | 2013年         |
| 資本壹週服務大獎                                 | 資本壹週                 | 2012年         |
| 香港最佳名品牌                                   | 騰訊‧大粵網              | 2012年         |
| 亞太傑出顧客關係服務獎2011傑出行政總裁（零售業） | 亞太顧客服務協會         | 2011年         |
| 安永企業家獎（中國）                             | 安永會計師事務所         | 2011年         |
| 優質旅遊服務計劃                                 | 香港旅遊發展局           | 2011年         |
| 香港Q嘜優質服務計劃認證                          | 香港優質標誌局           | 2011年         |
| 正版正貨承諾計劃                                 | 知識產權署               | 2011年         |
| 香港卓越服務名牌                                 | 香港品牌發展局           | 2011年         |
| 香港名牌榮譽金獎                                 | 中華（海外）企業信譽協會 | 2011年         |
| 香港優質誠信商號                                 | 廣州日報                 | 2011年         |
| 傑出企業形象大獎                                 | TVB周刊                  | 2010年         |
| 影響廣州時尚生活品牌                             | 精品生活                 | 2010年         |
| 商界展關懷                                       | 香港社會服務聯會         | 2010年         |
| 香港傑出企業巡禮                                 | 經濟一週                 | 2010年         |
| 傑出上市企業大獎                                 | 資本壹週                 | 2010年         |
| 亞洲區最佳中小上市企業                           | 福布斯                   | 2010年         |
| 優質化妝品美容集團                               | 資本壹週                 | 2009年         |
| 資本傑出領袖                                     | 資本雜誌                 | 2009年         |
| 優質連鎖化妝及護理品牌大獎                       | Lisa 味道                | 2009年         |
| 傑出企業策略大獎                                 | 東週刊                   | 2009年         |
| 香港家庭最愛品牌                                 | 經濟日報Take Me Home     | 2009年         |
| Yahoo! 感情品牌大獎                              | 雅虎香港                 | 2006年、2007年 |

## 主要競爭對手
- 莎莎國際
- 卡萊美
- 天使化妝品

## 外部連結
- 卓悅控股有限公司 （页面存档备份，存于）
- 香港貓網上購物平台 （页面存档备份，存于）